# T-Mek
T-Mek is een computerspel dat werd ontwikkeld door Atari Games en uitgegeven door Time Warner Interactive. Het spel kwam eerst in 1994 uit als arcadespel. Later volgde releases voor andere platforms, zoals de Sega 32X. Het spel is eigenlijk een verbeterde versie van het spel Battlezone. In de meeste levels met je een bepaalt aantal punten behalen om verder te mogen. Het terrein en de karakters variëren per level. De speler speelt een krijger in de T-Mek competitie een waanzinnig populair evenement in de toekomst. Er kunnen in totaal zes spelers meedoen aan het spel, waarvan twee gelijktijdig.

## Platforms
| Jaar | Platform |
| ---- | -------- |
| 1994 | Arcade   |
| 1995 | Sega 32X |
| 1996 | DOS      |

## Ontvangst
| Beoordeeld door                      | Jaar | Platform | Score |
| ------------------------------------ | ---- | -------- | ----- |
| Defunct Games                        | 2006 | SEGA 32X | 69%   |
| Electronic Gaming Monthly (EGM)      | 1995 | SEGA 32X | 61%   |
| GamePro (US)                         | 1996 | SEGA 32X | 60%   |
| Video Games & Computer Entertainment | 1995 | SEGA 32X | 60%   |
| The Atari Times                      | 2008 | SEGA 32X | 60%   |
| Ultimate Gamer Magazine              | 1996 | SEGA 32X | 50%   |
| IGN                                  | 2008 | SEGA 32X | 40%   |
| Sega-16.com                          | 2010 | SEGA 32X | 20%   |
| Power Play                           | 1997 | DOS      | 9%    |
| The Video Game Critic                | 2001 | SEGA 32X | 0%    |